# Файхинген на Енц
Файхинген на Енц (на немски: Vaihingen an der Enz) е град в Баден-Вюртемберг, Германия, с 28 695 жители (2015). Намира се на река Енц, на ок. 24 km северозападно от Щутгарт и на 20 km източно от Пфорцхайм.